# Carex incurviformis
Espèce
Classification phylogénétique
Carex incurviformis est une espèce de plantes du genre Carex et de la famille des Cyperaceae.